# يسبر لوفغرين
يسبر لوفغرين (بالسويدية: Jesper Löfgren)‏ هو لاعب كرة قدم سويدي في مركز قلب الدفاع، ولد في 3 مايو 1997 في كالمار في السويد. لعب مع نادي بران.

## وصلات خارجية
- يسبر لوفغرين على موقع الاتحاد الأوربي (الإنجليزية)
- يسبر لوفغرين على موقع اتحاد النرويج (النرويجية)
- يسبر لوفغرين على موقع اتحاد السويد (السويدية)
- يسبر لوفغرين على موقع قاعدة بيانات كرة القدم.إي يو (الإنجليزية)
- يسبر لوفغرين على موقع Soccerway.com (الإنجليزية)